# Eifeli
Az eifeli a középső devon földtörténeti kor két korszaka közül az első, amely 393,3 ± 1,2 millió évvel ezelőtt (mya) kezdődött a kora devon kor emsi korszaka után, és 387,7 ± 0,8 mya ért véget a giveti korszak előtt.
Nevét a Németország és Belgium határán elterülő Eifel-hegységről kapta. Az elnevezést Heinrich Ernst Beyrich német geológus vezette be a szakirodalomba 1837-ben.

## Meghatározása
A Nemzetközi Rétegtani Bizottság meghatározása szerint az eifeli emelet alapja (a korszak kezdete) a Polygnathus costatus konodontafaj megjelenésével kezdődik. Az emelet tetejét (a korszak végét) a Polygnathus hemiansatus konodontafaj megjelenése jelzi.